# 50 let Pobedy

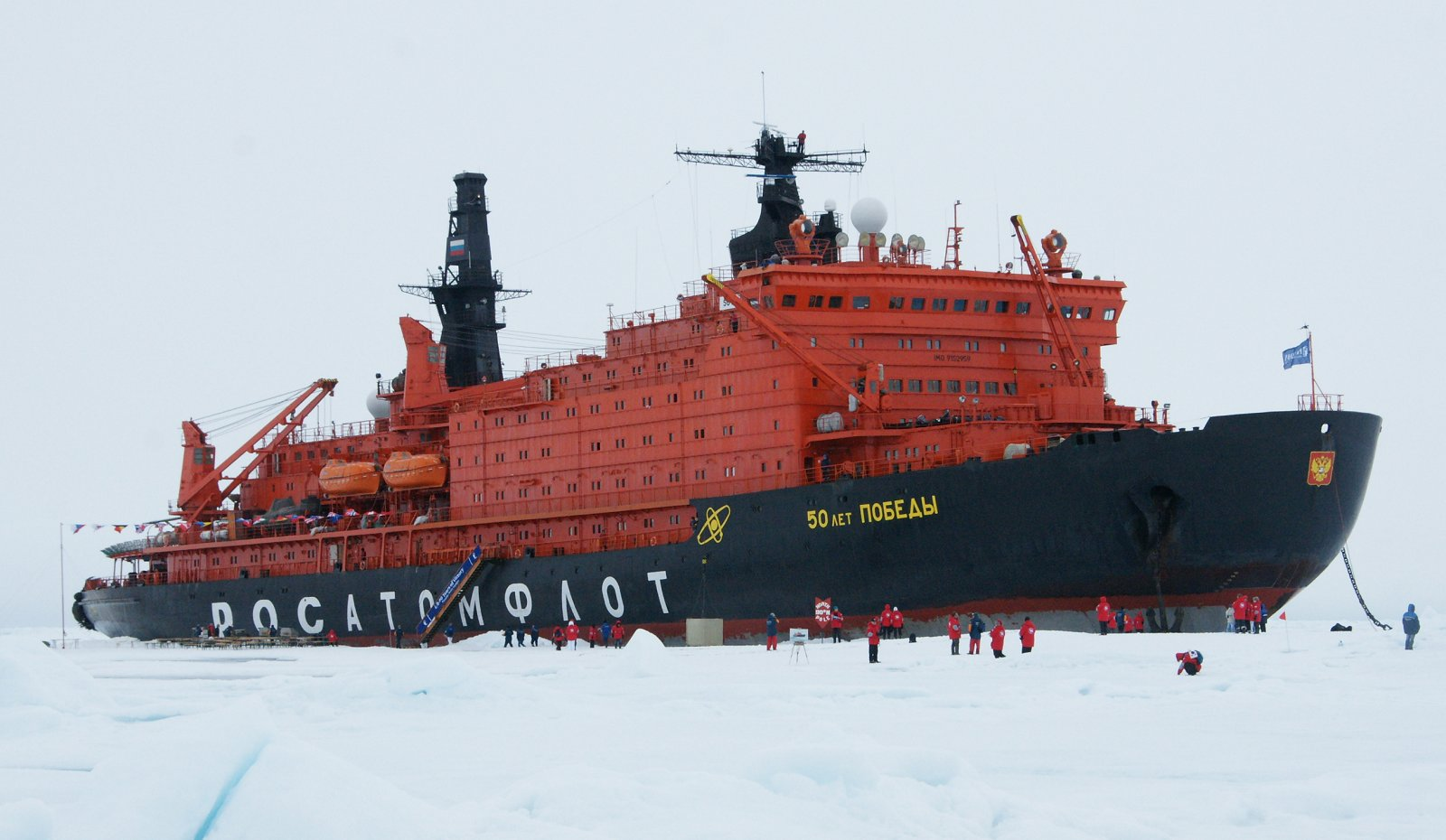
Atomový ledoborec 50 let Pobedy na severním pólu

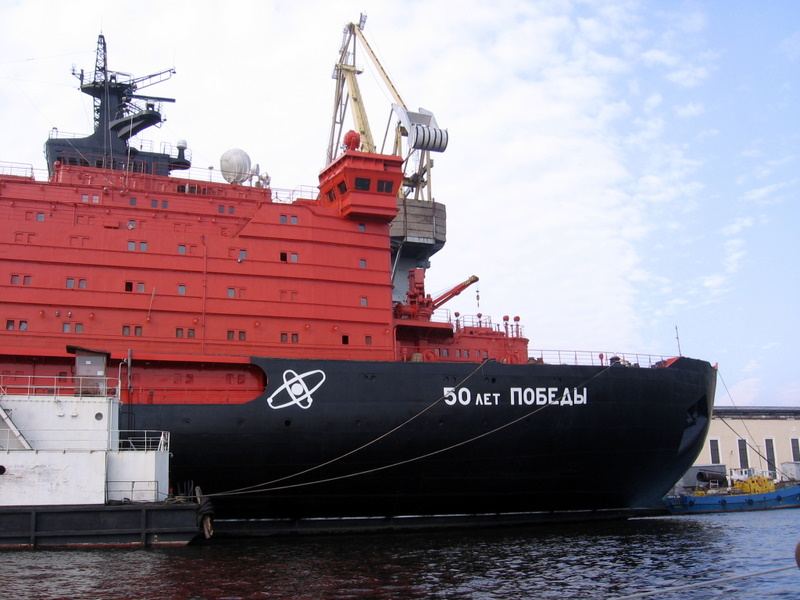
Předek ledoborce

50 let Pobedy (rusky 50 лет Победы, česky 50 let Vítězství) je ruský ledoborec poháněný dvěma jadernými reaktory. Náleží k ledoborcům třídy Arktika. Je to největší atomový ledoborec na světě.
Jeho stavba začala 4. října 1989 v Baltickém závodě v Petrohradě, loď se původně měla jmenovat Ural. Práce byly zastaveny v roce 1994 pro nedostatek financí. I když loď nese název 50 let vítězství, v době oslav padesáti let od konce války v Evropě v roce 1995 se loď nacházela opuštěná a rozestavěná v docích. Na jejím dokončení se začalo pracovat až v roce 2003. Uvedena do služby byla nakonec až 12. března 2007 po dvoutýdenních zkouškách ve Finském zálivu. Do svého domovského přístavu v Murmansku dorazila poprvé 11. dubna 2007.
Ledoborec vytvořil nový rekord v délce cesty k severnímu pólu, když dne 21. června 2008 vyrazil z Murmansku na zatmění slunce, které mělo nastat 1. srpna 2008, a na pólu byl už 25. června, cestu tedy zvládl za čtyři dny místo obvyklých sedmi. Svůj rekord pak překonal dne 25. srpna 2017, kdy dokázal plavbu z Murmansku na severní pól zvládnout jen za tři dny.
Ledoborec je často využíván pro komerční plavby turistů.